# Fundaredes
Fundaredes es una organización no gubernamental venezolana. Por varios años Fundaredes ha denunciado la presencia de guerrilleros colombianos en Venezuela y su apoyo por parte de la administración de Nicolás Maduro.

## Objetivo
Para 2021, Fundaredes tenía más de 19 años de servicio en el país. Fundaredes ha definido su objetivo como la construcción de tejido social mediante «la creación de redes de activistas que impulsan la cultura preventiva, la participación ciudadana, la promoción y defensa de los derechos humanos», al igual que «la organización social a favor de la libertad y la democracia».

## Historia

### Denuncias
Por varios años Fundaredes ha denunciado la presencia de guerrilleros colombianos en Venezuela y declarado que los grupos cuentan con el apoyo del régimen de Nicolás Maduro. Para 2018 la ONG denunció que las Fuerzas Armadas de Venezuela estaban apoyando al Ejército de Liberación Nacional (ELN), facilitándole el ingreso al país, armamento y la posibilidad de interactuar con las comunidades en el estado Táchira mediante la distribución de las cajas de los Comités Locales de Abastecimiento y Producción (CLAP), un programa alimenticio estatal. El mismo año Fundaredes documentó más de 250 denuncias de venezolanos que fueron víctimas de reclutamiento por grupos irregulares colombianos.
Fundaredes ha ofrecido varias actualizaciones y denuncias durante los enfrentamientos de Apure de 2021, entre un grupo rebelde de las disidencias de las Fuerzas Armadas Revolucionarias de Colombia (FARC-EP) y el ejército venezolano. Al inicio de los enfrentamientos, el 21 de marzo de 2021, que los bombardeos y enfrentamientos estaban dirigidos en contra de campamentos dirigidos por alias Farley y que no aceptaban recibir órdenes de los guerrilleros Jesús Santrich e Iván Márquez. El 23 de marzo de 2021 Fundaredes informó de un ataque de los guerrilleros al batallón del ejército venezolano de La Victoria, en el estado Apure, a las 8:00 p. m. (HLV), y la falta de electricidad en la zona durante el ataque. Fundaredes también denunció que el 26 de marzo que se habían producido varios ataques contra la población civil durante los enfrentamientos. Tarazona denunció que en la zona de La Victoria se estaban cometiendo violaciones masivas de los derechos humanos contra los civiles, señalando los parecidos con la masacre de El Amparo de 1988, donde las Fuerzas Armadas venezolanas asesinaron a civiles y luego pretendieron hacerlos pasar por guerrilleros. El 8 de abril de 2021, después de que la ONG denunciara la presencia guerrillera en el país, Diosdado Cabello amenazó a Fundaredes en su programa semanal de televisión Con el mazo dando, diciendo «Los vamos a combatir dónde estén, se llame Fundaredes, se llame como se llame».
El 8 de mayo Javier Tarazona publicó una lista de militares venezolanos desaparecidos durante los enfrentamientos, basada en denuncias y testimonios de familiares de los funcionarios que acudieron a Fundaredes en busca de ayuda al no obtener respuesta por parte de las autoridades venezolanas. Tarazona denunció que desde el inicio del conflicto «los altos funcionarios del Estado venezolano han ocultado información y han intentado esconder la cantidad de asesinados y heridos producto de los enfrentamientos, así como los desplazamientos forzados de la población civil, ejecuciones extrajudiciales», y que los funcionarios fueron enviados al combate con el Frente Décimo desprovistos de suficiente armamento, sin alimentos y sin los elementos necesarios para primeros auxilios.
El 1 de julio de 2021, Fundaredes le solicitó al Ministerio Público de Venezuela investigar la relación del exministro del interior Ramón Rodríguez Chacín y de su esposa, Carola de Rodríguez, con el ELN. Javier Tarazona recordó que hacía unas semanas Fundaredes denunció también ante el ente la existencia de “casas seguras” para la operatividad de los cabecillas del ELN de los disidentes de las FARC, quienes contarían con “protección” de funcionarios de seguridad del Estado; según Tarazona, algunas de estas casas pertenecen a Rodríguez Chacín. Tarazona también denunció la participación del alcalde del municipio Páez del estado Apure, José María Romero, en una operación de “La Segunda Marquetalia” (uno de los grupos disidentes de las FARC) y del ELN en el país, diciendo que el Ministerio Público debía investigar por qué la alcaldía” del municipio “es utilizada como epicentro de operaciones con cabecillas del ELN y de las FARC”.

### Detenciones
Al día siguiente, el 2 de julio de 2021 agentes del Servicio Bolivariano de Inteligencia (SEBIN) detuvieron a Javier Tarazona en el estado Falcón junto con Rafael Tarazona y Omar García, activistas de Fundaredes; y Yhonny Romero, director de Mayday Confavid (Comité Nacional de Familias Víctimas de Desapariciones Forzadas en las Costas de Venezuela). Tarazona había acudido al Ministerio Público para denunciar que estaba siendo víctima de acoso y persecución en Falcón por funcionarios policiales estatales, del SEBIN y de individuos no identificados. Según la ONG Centro para los Defensores y la Justicia, los activistas fueron trasladados a la sede del SEBIN en Punto Fijo.
Ante el arresto, Fundaredes alertó a la red nacional de defensores de derechos humanos, a la comunidad internacional, al sistema interamericano y universal de derechos «sobre este atropello y detención arbitraria», exigiendo su liberación y pidiéndole al Estado «a acatar la medida cautelar de protección emanada por la CIDH en favor de todo el equipo de Fundaredes, en virtud de las reiteradas denuncias de acoso y hostigamiento». La ONG PROVEA y Gonzalo Himiob, vicepresidente del Foro Penal, denunciaron la detención de los activistas y exigieron su liberación. Juan Guaidó también se sumó al llamado para exigir la liberación de Tarazona, y Juan Pablo Guanipa denunció su «detención ilegal y arbitraria».